# Sumidero de carbono

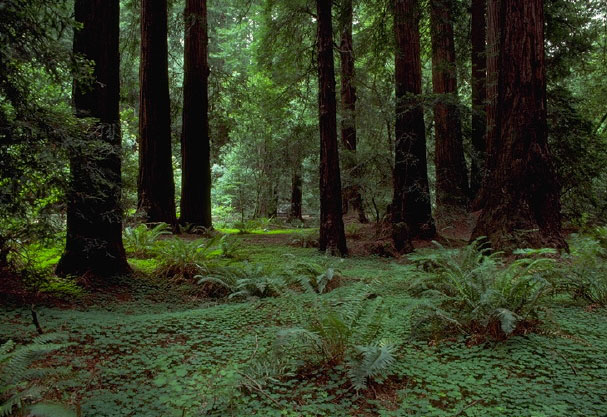
La madera, pero también el suelo y la materia orgánica muerta de plantas, animales, hongos y microorganismos forestales de los bosques templadas constituyen el sumidero de carbono más importante de las tierras emergidas.

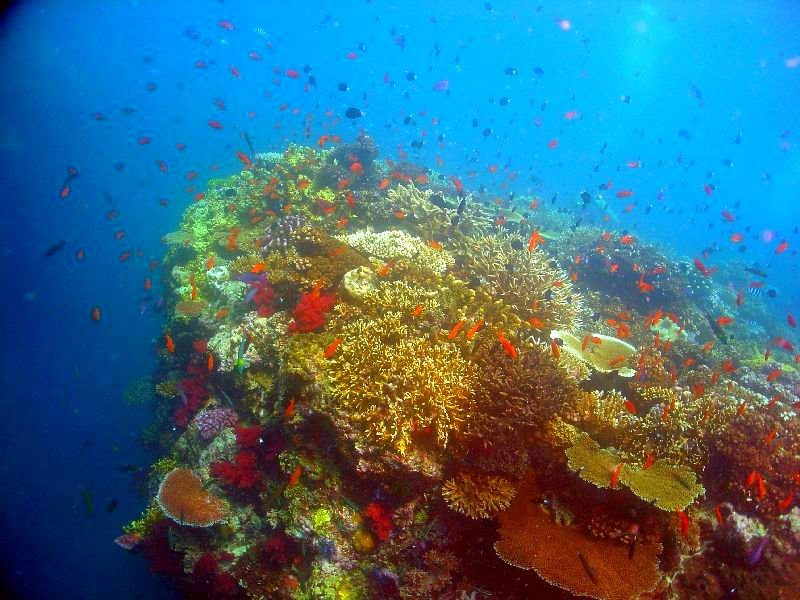
Los arrecifes coralinos, y el plancton que produce carbonato de calcio son los principales sumideros de carbono oceánico y planetario.

En términos generales, un sumidero de carbono, sumidero de CO2 o  reductor de carbono es un depósito natural o artificial de carbono, que absorbe el carbono de la atmósfera y contribuye a reducir la cantidad de CO2 del aire. Los principales sumideros eran los procesos biológicos de producción de carbón, petróleo, gas natural, los hidratos de metano y las rocas calizas. Hoy día son los océanos, y ciertos medios vegetales (bosques en formación).
El secuestro de carbono es el proceso de extracción del carbono o del CO2 de la atmósfera y almacenarlo en un depósito.
La fotosíntesis es el principal mecanismo de secuestro de carbono. Las bacterias fotosintéticas, las plantas y la cadena alimentaria, son consideradas como sumideros de carbono.
El concepto de sumidero de carbono se ha difundido con el Protocolo de Kioto, creado para reducir la elevada y creciente concentración de CO2 del aire y así luchar contra el calentamiento global. Se están explorando diversas formas de mejorar la retención natural de carbono, y se trata de desarrollar técnicas (naturales o artificiales) para capturar y almacenar el carbono.
Un sumidero de carbono no tiene por objeto reducir las emisiones de CO2, sino de disminuir su concentración en la atmósfera.
El almacenamiento de CO2 puede incluso aumentar las emisiones de CO2, pues inevitablemente esta actividad consume energía (que produce CO2), pero la cantidad de CO2 necesaria para esta actividad es menor que el CO2 atrapado.

## Sumideros naturales

### Bosques
Los árboles son los principales sumideros naturales del planeta, esenciales para el ciclo de carbono. Se acumulan enormes cantidades de carbono en la madera y en el ecosistema a través de la fotosíntesis. Absorben CO 2 de la atmósfera, almacenan una parte del carbono tomado, y devuelven oxígeno a la atmósfera. Las especies pioneras, de crecimiento rápido (por ejemplo, el álamo, el sauce o el abedul), por lo general absorben poco carbono. Las maderas duras son más densas y almacenan más carbono y durante más tiempo, pero por lo general crecen más lentamente (siglos o milenios). En la madurez, la absorción es menor, pero el carbono representa el 20% de su peso en promedio. Cuando el árbol muere, la madera es descompuesta por bacterias, hongos e invertebrados, reciclando su carbono como biomasa, materia orgánica muerta (cadáveres y excrementos de estos organismos) y, en forma de gases (CO2 y metano) liberados a la atmósfera o en el agua. Los bosques y otros ecosistemas siguen almacenando o reciclando ese carbono a través de la regeneración natural. Sólo los bosques templados acumulan carbono, los bosques tropicales están a menudo en equilibrio (fuente =sumidero).
A veces, a nivel local, ocurre que los árboles muertos, juncos y plantas de los pantanos se descomponen lentamente y de manera imperfecta, en condiciones anaeróbicas, bajo la superficie de los pantanos, produciendo turba. El mecanismo es lo suficientemente lento para que, en la mayoría de los casos, el pantano crezca lo suficientemente rápido para fijar más carbono atmosférico que el que se libera por la descomposición. Un cuarto del carbono absorbido por los bosques lo es por las plantas y el suelo.
Los bosques a veces pueden llegar a ser fuentes de CO2 (lo contrario de un sumidero de carbono), especialmente en caso de incendio, o temporalmente después de grandes talas de árboles o desmontes rasos.

### Océanos

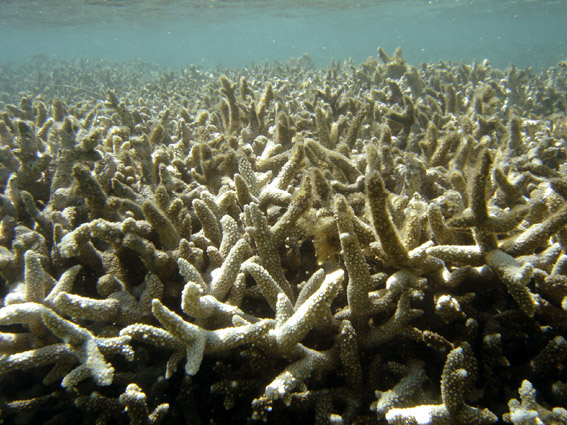
El blanqueamiento de los arrecifes de coral (aquí en la Reunión) cuyas causas no son aún bien conocidas, tal vez relacionadas con los microbios, con la eutrofización, la acidificación del agua, al cambio climático y, en especial, al hundimiento de los atolones o arrecifes barrera (blanqueados por la falta de luz) preocupa a los expertos de todo el mundo.

Los océanos son los principales sumideros naturales de carbono, asimilado a través del plancton, los corales y los peces, y luego transformado en rocas sedimentarias o biogénicas. Absorben alrededor del 50% de carbono emitido a la atmósfera (bajo forma de carbono disuelto o mineral).

Pero el 50% de los corales de las aguas cálidas están hoy día enfermos o muertos, y cuando el nivel de CO2 aumente más allá de un umbral crítico en la atmósfera, aumentará asimismo la acidez del agua de mar, creando potencialmente desastrosos océanos ácidos que podrían matar al plancton que capta el carbono, haciendo el océano más ácido aún. Además, hay zonas muertas en los océanos que se van ampliando y se convierten en emisores de carbono o de metano. Los mares contienen cantidades variables de CO 2 disuelto, según la  biomasa y la materia orgánica muerta, la disponibilidad de nutrientes, la  temperatura y la presión.

El fitoplancton marino, como los árboles, utiliza la fotosíntesis para extraer el carbono del CO2. Es el punto de partida de la cadena alimentaria oceánica. El plancton y otros organismos marinos utilizan el CO2 disuelto en el agua o procedente de los alimentos para formar sus esqueletos y conchas a base del calcio mineral, CaCO3. Este mecanismo elimina CO2 en el agua y favorece la disolución del que contiene el aire. Los esqueletos calcáreos, las conchas y el «carbón orgánico» (materia orgánica muerta, excrementos) de estos organismos terminan por caer en una lluvia continua en el lecho marino, donde poco a poco los sedimentos van formando rocas. Sin embargo, una gran proporción de este fitoplancton emerge en las costas occidentales de los continentes e islas debido al movimiento de rotación de la Tierra y son automáticamente reciclados en el ciclo del carbono, aumentando las posibilidades biológicas y económicas (como base de la alimentación de la flora y fauna marina, aérea o terrestre) en dichas zonas. Es el caso de las costas occidentales de América del Sur (Chile, Perú) y del Norte (México, Estados Unidos y Canadá) además de muchas otras áreas como sucede en Groenlandia Occidental, Noruega, Namibia, Australia Occidental, África del Noroeste, Portugal y España del noroeste y muchas otras áreas de todo el mundo.

#### Resultados contradictorios sobre el estado y la capacidad del sumidero oceánico de carbono
- Un estudio que trataba de perfeccionar la medición de la disolución reciente de CO2 en el océano (utilizando los clorofluorocarbonos como marcadores), publicado en 2003 sugiere que la capacidad de los océanos para absorber CO2 había sido subestimada.[2] Sin embargo, este estudio muestra la aceleración de la acidificación del océano, que puede poner en peligro los sumideros de carbono oceánicos.

- Por el contrario, estudios recientes concluyen en unas emisiones significativas de COCO2 y de metano en los estuarios, y en la saturación del sumidero oceánico en el hemisferio sur, o más bien en un deterioro en la capacidad de estos mares de absorber carbono, debido a los cambios climáticos que afectan a los vientos y a la agitación del agua [cita requerida].

Según Nicolás Metzl y su equipo, las mediciones de 1998 a 2007 realizadas por el servicio de observación del Océano Índico(OISO) y los datos acumulados desde 1991, muestran que los niveles de CO / CO2 han aumentado más rápidamente en las aguas superficiales del océano que en el aire (a sabiendas de que la difusión de CO / CO2 depende de la temperatura y la diferencia de concentración en el aire y el agua). Los datos climáticos muestran que los vientos han aumentado en el hemisferio sur, provocando una mezcla del agua superficial que la hace perder CO / CO2, y esos vientos provocan una mezcla con aguas profundas, ricas en CO / CO2. El equipo concluyó que la capacidad de los sumideros de carbono en el Océano Índico podría ser aproximadamente 10 veces menor que la se había estimado anteriormente.
Otro programa, CARBOOCEAN Europea considera que la situación es casi igual de mala en el hemisferio norte: la capacidad de los sumideros de CO / CO2 se ha reducido a la mitad en las altas latitudes del hemisferio norte desde 1996.
- Un estudio[4] realizado a principios de 2009 demostró que se había subestimado en gran medida la importancia de la pesca en su capacidad para producir constantemente en sus intestino carbonatos poco solubles, lo que también ayuda a mantener el carbono en las aguas marinas. Por ejemplo, la platija transforma cada hora un promedio de 18 micromoles de carbono por kg de peso (en forma de calcita).[4] Los peces contribuyen con el 3%[5] à 15 %[6] del sumidero oceánico de carbono (o el 45% si consideramos la hipótesis más "optimista")[4] Por desgracia una vez más, es también en las áreas más favorables a este secuestro de carbono (plataformas continentales donde se concentra alrededor del 80% de la biomasa de los peces) donde la sobrepesca es más intensa y donde las zonas muertas han hecho desaparecer la mayoría de los peces.

## Mejorar la retención natural

### Bosques
Los bosques son importantes reservorios de carbono, por su biomasa y materia orgánica muerta, y, a través de su suelo (algunos suelos forestales turbosos de Indonesia llegan a 40 m de espesor).
El secuestro de los bosques es pequeño en comparación con las emisiones de CO2 relacionadas con la combustión del carbono fósil (carbón, petróleo y gas natural). Hay un consenso sobre la importancia de proteger los bosques  relictos, especialmente de los incendios forestales, pero incluso los escenarios más optimistas concluyen que la plantación masiva de nuevos bosques no es suficiente para contrarrestar el equilibrio entre el aumento de las emisiones de gases de efecto invernadero o el calentamiento global. Por ejemplo, la reducción de las emisiones de carbono en EE. UU. el 7 %, como se estipula en el protocolo de Kioto, requeriría la plantación de un bosque del tamaño de Texas, cada 30 años, dijo William H. Schlesinger, decano de la " Escuela de Medio Ambiente y Ciencias de la Tierra", en la Universidad de Duke en Durham, Carolina del Norte. Para compensar sus emisiones, las regiones más desarrolladas deben plantar un área mucho mayor que la totalidad de su territorio. Se debería forestar un área mayor que la actualmente disponible de todas las tierras emergidas (campos, carreteras y ciudades incluidos). Sin embargo, el potencial de plantar nuevos bosques no es despreciable, especialmente si son de especies de madera dura y densa y se enriquece el suelo con materia orgánica, especialmente en las zonas templadas del planeta.
El tipo de bosque es importante: los bosques templados son los que crecen más rápido, pero más al norte, los bosques de turba son sumideros de carbono igualmente. Los bosques tropicales se consideraron inicialmente neutrales con respecto al carbono, pero un estudio reciente (mediciones realizadas a más de 2 millones de árboles en el mundo) mostraron que en general eran sumideros de carbono, función que podría estar limitada por el estrés hídrico.

El tipo de gestión es también importante: un bosque muy joven plantado tras una corta rasa puede tener un balance de carbono negativo, los 10 o 12 primeros años, perdiendo más carbono que el que almacena. La tala también provoca a menudo la erosión del suelo y la pérdida del carbono que contiene (significativas en climas templados y fríos).
Los bosques de latitudes altas y medias tienen un efecto albedo más bajo que los bosques de latitudes más bajas durante los períodos de nieve lo que contribuye al calentamiento global. Varios programas ofrecen a las empresas comprar parcelas de bosque para protegerlos (por ejemplo: «Cool Earth»), a cambio de "créditos de carbono" para compensar las emisiones industriales o particulares. Este enfoque es discutible. Así, en octubre de 2007, Davi Kopenawa (chamán amerindio (yanomami) que obtuvo el premio Global 500 du PNUE  en 1991), presentó a Gordon Brown (primer ministro británico) un informe que muestra que la protección de los bosques por los derechos a la tierra de sus poblaciones indígenas protegería 15 000 veces el área cubierta por el programa « Cool Earth» 2008 (162 millones de hectáreas de selva tropical ya se ha protegido, mediante el reconocimiento de los derechos de las personas que viven allí, especialmente después del movimiento lanzado por Chico Mendes en la década de 1970).

### Retención del Océano
El océano es el principal sumidero de carbono global, pero está saturado y está empezando a acidificarse.
La adición de micro-partículas de hierro (hematita) o sulfato ferroso en el agua se ha propuesto como método para impulsar la captación de carbono en el océano por el plancton. El hierro es un oligoelemento natural, un factor que limita el crecimiento del fitoplancton. Se trata de afloramientos a lo largo de la costa («upwellings») del agua de la zona profunda del océano, del aporte de los ríos y del que proporciona la deposición de aerosoles y el polvo. Algunos creen que las fuentes naturales de hierro han estado disminuyendo desde hace décadas, lo que limita la productividad ecológica y la biomasa oceánica (NASA, 2003) y por lo tanto el  bombeo biológico de CO2 atmosférico por la fotosíntesis.
En 2002, una prueba en el Océano Pacífico cerca de la Antártida sugirió que entre 10000 y 100000 átomos de carbono son absorbidos cuando se agrega al mar un átomo de hierro. Un trabajo realizado en Alemania (2005) ha sugerido que cualquier tipo de biomasa carbónica en los océanos profundos, enterrada o reciclada en la zona eufótica, representa un almacenamiento a largo plazo del carbono. La contribución de nutrientes de hierro en determinadas zonas del océano, podría aumentar la productividad oceánica y limitar los efectos desastrosos de las emisiones humanas de CO2 a la atmósfera.
El profesor Wolfgang Arlt de la Universidad de Erlangen-Núremberg (Alemania) tiene la intención de inyectar CO2  disuelto a gran profundidad, asegurando así una difusión a nivel mundial. Él cree que el CO2 tendría poco impacto en términos de acidificación si se inyectara en las aguas frías y densas del océano profundo, y que el CO 2 inyectado en Europa se redistribuiría por Australia en un siglo, según él, sin afectar la vida marina o la vida de los fondos marinos.
Otros cuestionan la fiabilidad del método, especialmente a largo plazo. Argumentan que los efectos globales de la adición de hierro sobre el fitoplancton y los ecosistemas de los océanos son poco conocidos y que requieren mayor estudio.
- El fitoplancton producen nubes en la liberación de sulfato de dimetilo (DMS en sus siglas en inglés) que se convierte en aerosoles de sulfato en la atmósfera y forma núcleos de condensación de nubes (o CCN en inglés), el vapor de agua es una de las emisiones de gases de efecto invernadero y las nubes contribuyen a cambiar la insolación, y por lo tanto la fotosíntesis.
- El riesgo de eutrofización y la acidificación hay que tenerlo en cuenta a nivel local, cuando las zonas muertas son más numerosas y se están propagando.
- Por último, son los Mares del Sur los que se han mostrado pobres en hierro, mientras que no falta en el Hemisferio Norte, donde el CO 2 es más importante y donde la productividad biológica es más alta.
- Una campaña (KEOPS[9] mostró.[10] alrededor de las Islas Kerguelen, zona de floración estival anual de fitoplancton, que el fenómeno se correlacionaba con la presencia de hierro en aguas profundas, pero es al menos dos veces mayor con el hierro natural que en el caso de una fertilización artificial.

El IPCC es muy cuidadoso acerca de la capacidad del océano para absorber más carbono, pero considera que la evaluación del impacto y el comportamiento del CO2 en las profundidades del océano debe ser mejor estudiado. La OMI y el Convenio de Londres había estimado a finales de 2008 que las actividades de fertilización del océano que no fuesen para experimentos científicos debían prohibirse
El ciclo de metano en los ecosistemas y en el agua está también todavía poco claro.

### Suelos
Se estima que el almacenamiento del suelo al final del siglo XX era de alrededor de 2000 gigatoneladas de carbono en forma de materia orgánica. Es casi tres veces el carbono de la atmósfera, y cuatro veces el carbono de la biomasa de las plantas. Sin embargo, esta función se está deteriorando rápidamente y sobre todo en los suelos agrícolas cultivados. El aumento de la cantidad de humus y materia orgánica mejoraría la calidad del suelo y la cantidad de carbono almacenado. La siembra directa y el barbecho puede ayudar al almacenamiento de carbono. Los subsuelos almacenan dos veces más que el suelo superficial.
Los prados acumulan enormes cantidades de materia orgánica, principalmente en forma de raíces y de materia orgánica, relativamente estables durante largos períodos. Pero en el mundo desde 1850, gran parte de estas praderas se han convertido en campos o ciudades, perdiendo por oxidación grandes cantidades de carbono. Un uso de (sin labor) aumenta el carbono almacenado en el suelo, y la conversión en pastos bien gestionados almacena aún más carbono. Las medidas de control contra la erosión, el mantenimiento de una cobertura vegetal en invierno y la rotación de cultivos también aumentar la tasa de carbono en el suelo.
El ecólogo Allan Savory ha propuesto que el ganado(en especial los rumiantes) puede actuar como un sumidero de carbono a través de un manejo holístico. De acuerdo a él, siguiendo el ciclo completo del carbono se puede capturar más carbono del que se emite. Un estudio siguió durante 4 años el manejo de pastero y encontró que puede actuar como un sumidero de carbono. Otros estudios han encontrado que el manejo holístico puede ayudar a mitigar el cambio climático, mejorar en la biodiversidad en zonas rurales y regenerar la función del ecosistema y los medios de subsistencia de las tierras de pastoreo.
El aumento de emisiones de CO2 en el aire no puede ser compensado por el aumento de la retención en los suelos. Un estudio ha demostrado que la exposición larga a una tasa doble de CO 2en la atmósfera acelera fuertemente la degradación de la materia orgánica en los suelos forestales de los bosques de roble (=> reducción de existencias de carbono del suelo). Los árboles tienen más carbono almacenado (212 g / m² en el aire y 646 g / m² en las raíces), pero 442 g / m² de carbono se habían perdido en el suelo, principalmente en la superficie hasta 10 cm, debido al parecer al impacto del CO2 en el suelo (por acidificación y estimulación de la actividad enzimática de los microorganismos del suelo, lo que aumenta la descomposición de materia orgánica, y más si hay aportes de carbono (estiércol).
Este estudio debe ser confirmado por otros nuevos sobre suelos más ricos, ya que aquí se trataba de suelos pobres donde el contenido de carbono era del 75% y consistente en cadenas de carbono frágiles.

## Almacenamiento artificial

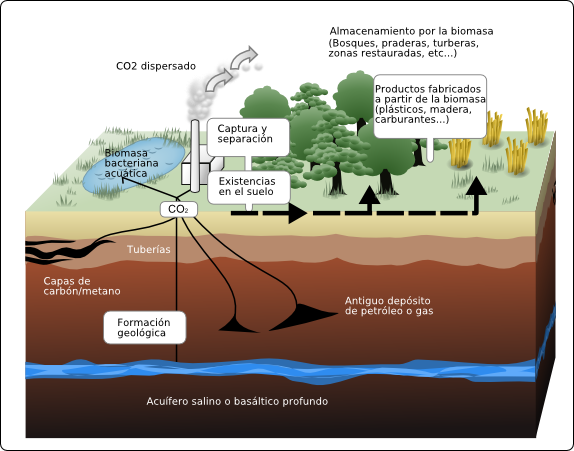
Diagrama esquemático del almacenamiento artificial de carbono producido por una central eléctrica de petróleo.

Para la fijación artificial del carbono (es decir, sin utilizar el ciclo natural del carbono), primero debe ser capturado y luego  almacenado por diferentes medios.
Las plantas de purificación de gas natural deben eliminar el dióxido de carbono para evitar que el hielo carbónico obstruya los camiones cisterna o para impedir que las concentraciones de CO2 superen el 3% como máximo permitido en la distribución de gas natural.
Además, una de las tecnologías más prometedoras para el almacenamiento de carbono es el almacenaje de CO2 que proviene de las centrales eléctricas (en el caso del carbón, se conoce como "carbón limpio"). Normalmente, una central eléctrica de reciente producción de 1000 megavatios, de combustión de carbón, emite aproximadamente 6 millones de toneladas de CO2 al año. El desarrollo de la captura de carbono en las plantas existentes equivale a un aumento de los costos de producción de energía muy elevado. Además, una planta de carbón de 1000 MW, requiere el almacenamiento de 50 millones de barriles de CO2 al año.
Los costes de producción de la electricidad se han reducido cuando la tecnología de gasificación del carbón se ha utilizado en las instalaciones nuevas, aunque los costes de la electricidad han sido entre un 10 y un 12% más elevados que la producida por la quema de carbono fósil.
El transporte de dióxido de carbono ha de cumplir normas de seguridad severas, ya que es letal en concentraciones superiores al 10%, como lo demuestra la trágica desgasificación del lago Nyos.
Está en estudio el diseño de barcos de transporte de dióxido de carbono según el mismo principio que los barcos de transporte de GNL.

### La captura de carbono
En la actualidad, la absorción de CO2 se hace a gran escala mediante el uso de disolventes aminados, especialmente con monoetanolamina (2-aminoetanol, nomenclatura IUPAC). Otras técnicas que se están explorando, como la absorción por variación rápida de temperatura / presión, la separación del gas y la criogenia.
En las centrales eléctricas de carbón, la principal alternativa a la absorción de CO2 a base de aminas son la gasificación del carbón y la combustión oxígeno-fuel. La gasificación produce un gas primario, consistente en hidrógeno y monóxido de carbono, que se quema para producir dióxido de carbono. La combustión oxígeno-fuel quema el carbón con oxígeno en lugar de aire, produciendo sólo CO2 y vapor de agua, fácilmente separables. Sin embargo, esta combustión produce temperaturas extremas y los materiales que puedan soportar esta temperatura están aún por crear.
Otra opción a largo plazo es la captura de carbono del aire utilizando hidróxidos. El aire es literalmente despojado de todo su CO2. Esta idea es una alternativa a los combustibles no fósiles para los sectores del transporte (automóvil, camión, transporte público...)
Un ensayo realizado en una central eléctrica de 420 megavatios de la empresa Elsam en Esbjerg (Dinamarca) fue realizado el 15 de marzo de 2006, en el marco del  proyecto europeo Castorpilotado por el Instituto Francés del Petróleo ( IFP), que reúne a una treintena de socios científicos e industriales. El proceso de postcombustión debería permitir llegar a la mitad del costo de la captura de CO2, reduciéndolo de 20 a 30 euros por tonelada.
Su coste en cuatro años (2004-2008) es de 16 millones de euros, de los cuales 8,5 millones son financiados por la Unión Europea. Castor está destinado a validar tecnologías para las grandes unidades industriales - plantas de energía, acero, cemento, etc. - cuya actividad genera el 10% de las emisiones europeas de CO2, de manera que esta técnica esté acorde con el precio europeo de permisos de emisión de CO2 (de € 27 por tonelada).

### Captura postcombustión
Las emisiones de las centrales eléctricas constan de menos del 20% de dióxido de carbono. Por lo tanto, antes de enterrarlo bajo tierra, debe ser capturado: es la captura postcombustión. En contacto con un gas ácido (como el CO2, una solución acuosa de 2-aminoetanol forma una sal a temperatura ambiente. La solución es transportada entonces a un ambiente cerrado donde se calienta a unos 120°, lo que, según el principio de Le Châtelier libera el CO2 (puro) y se regenera la solución acuosa de 2-aminoetanol.

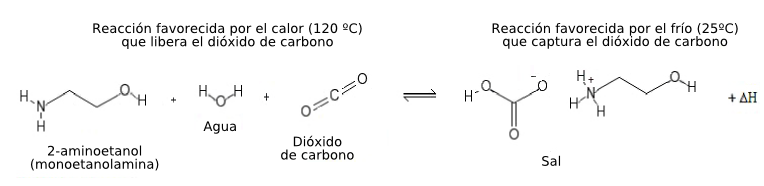
Reacción en la captura poscombustión.

### Los océanos
La inyección directa de carbono en el océano es otro tipo de opción de secuestro de carbono. En este método, el CO2 se inyecta en aguas profundas, para formar un "lago" de  CO2 líquido atrapado por la presión ejercida en profundidad. Experimentos realizados entre 350 y 3600 metros indican que el CO2 líquido reacciona a la presión solidificándose en hidrato de metano, que se disuelve poco a poco en las aguas circundantes. El aprisionamiento es por lo tanto sólo temporal.
Esta técnica tiene consecuencias perjudiciales para el medio ambiente. El CO2 reacciona con el agua para formar ácido carbónico  H2CO3. El equilibrio biológico de los fondos marinos, poco conocido, probablemente se verá afectado. Los efectos sobre las formas de vida bentónicas de las zonas pelágicas son desconocidos. Desde un punto de vista político, es dudoso que el almacenamiento de carbono en o bajo los océanos esté en consonancia con el Convenio de Londres para la Prevención de la Contaminación Marina. 
Otro método de secuestro oceánico es la recogida a largo plazo de residuos de cosecha (como tallos de trigo o de heno) en fardos grandes de biomasa y su deposición en las áreas de "depósitos aluviales" (alluvial fan) de las cuencas oceánicas profundas. Sumergir estos residuos en los depósitos aluviales tendrá por efecto un soterramiento en el fondo del océano, capturando la biomasa por un tiempo muy importante. Los depósitos aluviales existen en todos los océanos y mares del mundo donde los deltas de los ríos penetran en la plataforma continental, como por ejemplo, en el depósito aluvial del  Mississippi en el Golfo de México  y el depósito del Nilo en el Mediterráneo.

### Utilización específica de algas
La ciudad de Libourne tiene planes para equipar uno de sus aparcamientos con lámparas absorbentes de CO2. Estarían equipadas con un depósito que contiene algas. Estas, colocadas cerca de una fuente de luz absorben dióxido de carbono y emiten oxígeno.
La selección de organismos adaptados pueden dar rendimientos significativos. Se estima que un dispositivo de este tipo, con un volumen de 1,5 m³ podría absorber hasta una tonelada de CO2.

### Suelos
El proyecto Castor incluye el estudio de cuatro lugares para el almacenamiento geológico de CO2: La reserva petrolera de Casablanca que se encuentra a lo largo de la costa noreste de España, el depósito de gas natural de Atzbach-Schwanenstadt (Austria), el acuífero Snøhvit (Noruega) y el campo de gas natural K12B explotado por Gaz de France en Holanda, en los que es necesario asegurar la estanqueidad. Otros proyectos similares se están llevando a cabo en el mundo.
Según el BRGM 20 millones de toneladas de dióxido de carbono cada año se almacenarán en acuíferos salinos. Los acuíferos salinos están formados por agua subterránea demasiado salada para ser utilizada. Su capacidad se estima entre 400 a 10 000 millones de toneladas. El gas debe ser inyectado a una profundidad de al menos 800 metros y bajo 800 bar de presión a una temperatura de 40 grados en forma «supercrítica» en equilibrio con su medio ambiente.

### Almacenamiento geológico
Esta técnica utiliza la inyección de dióxido de carbono directamente en formaciones geológicas subterráneas. Los campos de petróleo y los acuíferos salinos son sitios de almacenamiento ideales. Las cuevas y las minas antiguas, comúnmente utilizada para almacenar gas natural no se utilizan debido a la falta de seguridad en el almacenamiento.
El CO2 se inyecta en yacimientos de petróleo en declive durante más de 30 años para aumentar la tasa de recuperación de petróleo. Esta opción es atractiva porque el costo de almacenamiento se compensa con la venta de petróleo adicional que se ha generado. Otros beneficios de esta técnica proviene de la utilización de las infraestructuras existentes y de los estudios geofísicos y geológicos efectuados por la exploración petrolera. Todos los campos de petróleo tienen una barrera geológica que evita la salida de fluidos gaseosos (tal como el CO2) en el futuro.
Las desventajas de los campos petroleros se encuentran en su distribución geográfica y su limitada capacidad.

## Los sumideros de carbono y el Protocolo de Kioto
El protocolo de Kioto argumenta que la vegetación absorbe el CO2, los países con grandes bosques pueden deducir una cierta porción de sus emisiones (artículo 3, apartado 3 del Protocolo de Kioto) facilitándole el acceso al nivel de emisión que se ha fijado.
Se estima que en los años 2030, los combustibles fósiles representarán más de las tres cuartas partes de la energía utilizada. Aquellos que sepan capturar el CO2 en su fuente (22% de las emisiones provienen de la industria y el 39% de la electricidad) tendrán un instrumento poderoso en el futuro mercado mundial del comercio de emisiones.